# (11268) Spassky
(11268) Spassky (1985 UF5) – planetoida z pasa głównego asteroid okrążająca Słońce w ciągu 3,76 lat w średniej odległości 2,42 j.a. Odkryta 22 października 1985 roku.